# 坂本観音
坂本 観音（さかもと かのん、1997年3月16日)は、日本の女優、声優、天星観占術師、YouTuberである。
YouTubeでは紫結音（むらさき ゆお）名義でも活動している。血液型はA型。

## 略歴
女優活動の傍ら、YouTubeで天川龍一のチャンネル「龍粋社ちゃんねる」に出演している。 2020年からYouTuberとしてソロチャンネルを開設した。

## 出演

### 映画
- 「おおきなクスの木の下で～無くしたモノ、見つけた～」（2012年）千早 役
- ドキュメンタリー映画「東みよし2013」（2013年8月）主演  井上怜生 役
- 「戦国の勝者」（2015年、井上泰治監督）伊賀者 キリ 役
- 「ぬが・びん・さん」（2016年4月）ヒロイン まゆみ 役

### バラエティ
- みんなで踊ろう阿波の輪サンバ(2012年5月 - 2013年8月、テレビトクシマ）歌のお姉さん
- 鉄路の旅 阿佐海岸鉄道編（2013年、スカパー! 鉄道チャンネル）
- ～幻獣は存在する!?～阿波幻獣屋敷　恐怖の体験(2014年7月、テレビトクシマ）リポーター

### 舞台
- 音楽劇「シアワセはありますか」（2013年5月）アンサンブル 役
- 劇場版 蒼竜神マヴェルストーリーZeroスピリット・アーク」（2012年1月）永遠 / 久遠 役（二役）

### CM
- 徳島珈琲 カフェオレ編（2013年）[3]
- 北陸電力「ふるさとの唄」篇 オペレーター役（2019年）[4]

### ラジオ
- 金曜ゴールデンシアター ラジオドラマ「ヒノマル!」(B-FM791) マック 役

### ボイスドラマ
- V系戦隊 エクスキューショナー（恋黄 凸黄）

### ボイス
- 朝日ゴルフ「距離計 EAGLE VISION voice3」音声ガイド[5]